# حذیفه السالمی
حذیفه السالمی (انگلیسی: Huthaifa Al Salemi؛ زادهٔ ۷ فوریهٔ ۱۹۹۴) یک بازیکن فوتبال اهل قطر است.